# Jules Verstraete
 (décembre 2018).
Si vous disposez d'ouvrages ou d'articles de référence ou si vous connaissez des sites web de qualité traitant du thème abordé ici, merci de compléter l'article en donnant les références utiles à sa vérifiabilité et en les liant à la section « Notes et références ».
Pour les articles homonymes, voir Verstraete.
Jules Verstraete, né Julien Gustave de Graef le 20 juin 1883 à Rotterdam et mort le 29 avril 1951 à Hilversum, est un acteur néerlandais.

## Carrière
Issue d'une famille d'artistes, il est le père des actrices Mieke Verstraete et Jeanne Verstraete ainsi que des acteurs Guus Verstraete et Bob Verstraete. Il est le beau-père des acteurs Max Croiset et Richard Flink. Il est le grand-père des acteurs Hans Croiset, Jules Croiset, Coen Flink et Guus Verstraete jr.. Il est l'arrière-grand-père des acteurs Vincent Croiset et Niels Croiset.

## Filmographie

### Cinéma et téléfilms
- 1934 : Dood water (nl)
- 1934 : Het meisje met den blauwen hoed (nl)
- 1936 : Rubber
- 1936 : Klokslag twaalf (nl)
- 1936 : Lentelied (nl)
- 1937 : De man zonder hart
- 1937 : De drie wensen (nl)
- 1939 : Boefje (nl)
- 1940 : Rembrandt
- 1942 : De laatste dagen van een eiland (nl)
- 1947 : Dik Trom en zijn dorpsgenoten (nl)
- 1948 : Vijftig jaren
- 1950 : De dijk is dicht (nl)